# Stenostomum heebuktense
Stenostomum heebuktense is een platwormensoort uit de familie van de Stenostomidae. De wetenschappelijke naam van de soort werd voor het eerst geldig gepubliceerd in 2010 door Larsson & Willems en verwijst naar Heebukten, Bohuslän, de typelocatie.
Het diertje wordt 0,5 millimeter groot en is wittig van kleur. De soort is alleen in Zweden waargenomen.